# Carretera Transsahariana
La carretera Transsahariana és un projecte de carretera transnacional, proposat inicialment el 1962, per asfaltar, millorar i retre més practicables els passos fronterers, per permetre de travessar de nord a sud el desert del Sàhara. El traçat es basa en una ruta comercial ja existent, que discorre entre Alger, a la costa mediterrània del nord d'Àfrica fins a Lagos (Nigèria), a l'oceà Atlàntic, passant per Níger. Aquest projecte d'autovia té una longitud d'uns 4.500 km. Alguns trams van ser iniciats els anys setanta, però encara conté una secció central que requereix l'ús de vehicles especials i de moltes precaucions per poder sobreviure a les condicions climàtiques extremes del desert. Hi ha plans per aprofitar aquest eix i, tot afegint-hi 3.600 km addicionals, connectar amb autovies de Tunísia, Mali i el Txad.